# Tremor
Een tremor is een voortdurende schudbeweging van één of meer lichaamsdelen die wordt veroorzaakt door een onwillekeurige samentrekking van spieren. 
Tremor kan onder andere optreden als symptoom bij de ziekte van Parkinson of multiple sclerose. Het kan ook ontstaan door het gebruik van lithiumcarbonaat, een medicijn voor bipolaire stoornis. Daarnaast kan het tijdelijk optreden bij een kater., maar behoort eerder tot de ontwenningsverschijnselen van alcohol.
Een tremor is niet levensbedreigend, maar sommige mensen schamen zich ervoor, omdat ze dagelijkse taken minder goed kunnen uitvoeren.

## Soorten
Er zijn verschillende soorten tremoren te onderscheiden:
- de fysiologische tremor, die iedereen in zeker mate vertoont. Wordt erger bij bv. hyperthyreoidie.
- de actietremor, die in tegenstelling tot de rusttremor alleen optreedt bij het maken van bewegingen;
- de intentietremor, die toeneemt naarmate het doel van een beweging naderbij komt;
- de essentiële tremor. Een essentiële tremor is een tremor die vaak in families voorkomt. Een kenmerk van deze tremor is dat hij in omvang kan toenemen door het hele lichaam. Een ander kenmerk is dat hij zonder enige aantoonbare oorzaak kan voorkomen. Er is wel aangetoond dat, als een van je ouders een tremor heeft, de kans groot is dat je die zelf ook hebt. De essentiële tremor komt het meest voor in de handen, maar kan ook voorkomen in de benen, voeten, hoofd, tong en stem, etc.
- de rusttremor treedt op bij de ziekte van Parkinson. Deze treedt in rust op en wordt minder bij de intentie tot bewegen. De tremor wordt heftiger bij spanning of emotie en is afwezig in slaap. Deze tremor is vrij grof en vrij langzaam ("geld tellen").
- de orthostatische tremor. Trillingen van 15 - 21 Hz treden op bij het staan. Ze verdwijnen bij het zitten of lopen. Het is een zeldzame neurologische aandoening.